# Odstav Jeremenkova
Odstav Jeremenkova je provozovna Dopravního podniku města Olomouce (DPMO) určená pro odstavování, denní ošetřování a lehkou údržbu tramvají. Zprovozněn byl v roce 2023 a doplnil tak vozovnu v Koželužské ulici.

## Historie
O možném vzniku odstavné haly v ulici Jeremenkově, poblíž hlavního nádraží a smyčky Fibichova, se diskutovalo mnoho let. Při výstavbě nové tramvajové trati na Nové Sady a Povel, která začala v roce 2012, bylo jasné, že Olomouc bude mít kvůli jejímu dočasnému úvraťovému zakončení nové obousměrné soupravy, které budou zajišťovat provoz na nových linkách č. 3 a 5. Kapacita vozovny Koželužská již dlouhodobě nevyhovovala a vznikaly problémy s odstavováním vozů. Již dříve bylo poblíž ní zřízeno venkovní odstavné kolejiště zvané Rubik a odstavná kolej v Sokolské ulici, v roce 2013 DPMO oplotil smyčku Nová Ulice, kde bylo běžně odstavováno několik vozů, které ráno vyjížděly do provozu.
S výstavbou nové odstavné haly se muselo počkat 9 let. Výstavba začala v roce 2021 a skončila v červnu 2023. Zkušební provoz byl zahájen 1. července 2023, běžný provoz 1. září 2023. Slavnostní otevření odstavu proběhlo 21. září 2023. Následně DPMO otevřel halu 22. a 23. září 2023 veřejnosti.

## Využití
Odstav je využíván pro odstavování především obousměrných souprav vozů typů EVO1/o a VarioLF plus/o. Jsou z něj vypravovány všechny kurzy linek č. 3 a 5, které obsluhují úvraťově ukončenou trať na Nové Sady.
V odstavu Jeremenkova je také umístěn historický vůz DPMO č. 16, který byl v letech 1999–2023 kvůli nedostatku prostor deponován v depozitáři Technického muzea v Brně.
Odstav Jeremenkova slouží také k opravám menšího a středního charakteru.